# 葉盛
葉盛（1420年—1474年），字與中，南直隸崑山縣人。明朝政治人物。官至吏部侍郎。

## 生平
正統六年（1441年）辛酉科應天鄉試舉人，正統十年（1445年）登進士，拜兵科給事中。明英宗因土木堡之變被瓦剌俘虜，九月郕王朱祁鈺即位，瓦剌屯逼都城。當時葉盛屢奏封章，皆當世急政。尋轉都給事中、山西右參政，監督宣府糧餉，兼管屯田、獨石馬營等處軍務。有功於邊，以父憂去職。明英宗復位後，擢為都察院右僉都御史，巡撫兩廣。
憲宗即位，轉左僉都御史，巡撫宣府。歷官禮部右侍郎、吏部左侍郎。成化十年（1474年），卒。謚文莊。

## 著作
著有《水東日記》、《菉竹堂書目》《葉文莊奏疏》等。

## 家族
曾祖父葉茂。祖父葉明。父葉春。

### 書目
- （清）張廷玉等，中華書局點校本，《明史》。

| 官衔        | 官衔                       | 官衔        |
| ----------- | -------------------------- | ----------- |
| 前任： 李秉 | 明朝宣府巡撫 1464年-1467年 | 繼任： 王越 |